# Vieira de Castro
Vieira de Castro – Produtos Alimentares, S.A., razão social da marca Vieira, é uma empresa portuguesa sediada em Vila Nova de Famalicão, Portugal, que fabrica diversos produtos para alimentação.
É, segundo dados da empresa, exportadora para mais de 40 países (virtualmente toda a Europa), bem como para os Estados Unidos, Austrália, China, outros países asiáticos e também um grande número de países africanos.
Na Expo Shangai 2010, a empresa apresentou uma nova identidade corporativa, passando a denominar-se por Vieira, adaptando posteriormente a sua nova imagem aos seus produtos principais no mercado - amêndoas, bolachas e rebuçados.

## História
A Vieira de Castro foi fundada em 1943 por António Vieira de Castro como uma empresa especializada no fabrico de pastelaria tradicional e regional.

### Primeiras décadas
Foi a 21 de Março de 1943 que a empresa foi registrada como A. Vieira de Castro, relacionando-se com o nome do próprio fundador. Inicialmente foram feitos rebuçados e drageados. A partir de 1963 passou-se também a fabricar bolachas, devido à diminuação da relevância de produção de doces tradcionais na empresa.

### Expansão
Em 1964, a Vieira de Castro adquire a Sociedade Portuguesa de Confeitaria, Lda., com sede em Lisboa, transferindo assim o fabrico de bolachas e biscoitos para junto das instalações já existentes de Vila Nova de Famalicão. No mesmo ano de 1964 é iniciado o fabrico das bolachas Maria, Água e Sal e Torrada, ainda hoje produtos de referência no mercado da marca Vieira.
No ano de 1968, é constituída a sociedade por quotas, designada por Vieira de Castro e Filhos Lda.
Na década de 80 (1985), com a morte do fundador da Vieira, há uma transformação significativa nessa sociedade, diminuindo-se o número de sócios. No ano seguinte, é instalada, em Gavião (Vila Nova de Famalicão), uma nova unidade fabril, dedicada exlusivamente à produção de bolachas e biscoitos.
O ano de 1992 constitui um marco importante para a empresa, que inicia a exportação dos seus produtos. Em 1996, a empresa adquire o seu nome atual, Vieira de Castro - Produtos Alimentares SA.
Em 1997 é adquirida a marca Aliança, e dá-se igualmente a concentração de toda a produção de produtos alimentares na fábrica de Gavião.
Segundo um levantamento do jornal Público a empresa estava colocada, considerando o volume de
vendas, na posição nº 757 das 1000 maiores empresas não financeiras de Portugal em 2006.

## Produtos

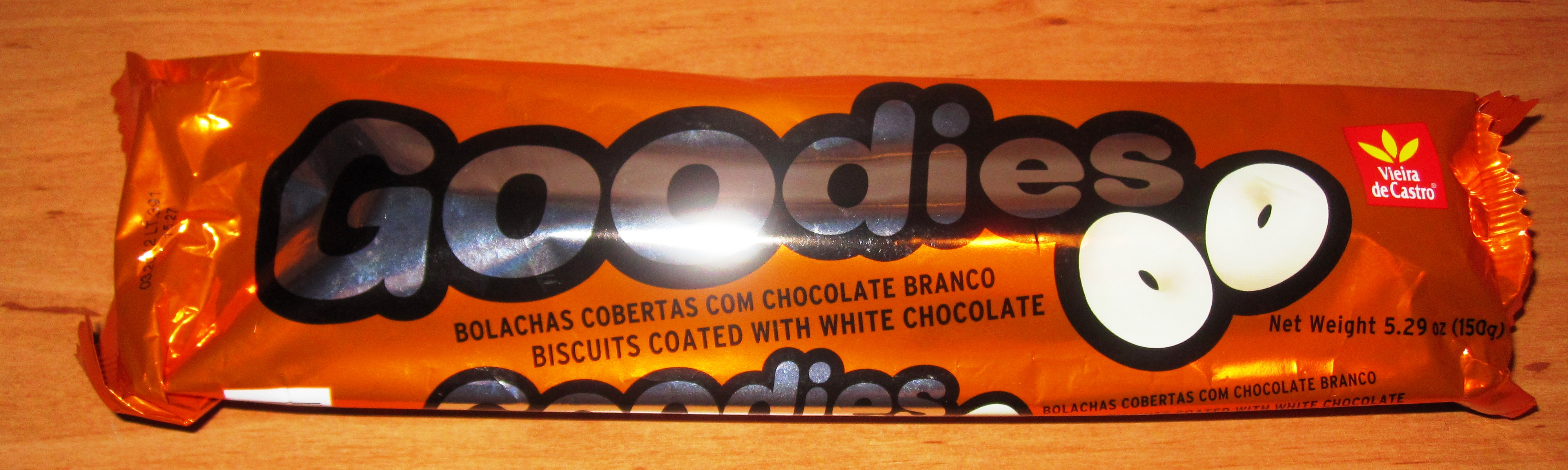
Chocolates Goodies da marca Vieira

A empresa fabrica bolachas "Maria", "Bolachas de Água e Sal", "Digestive" e também rebuçados como os "Flocos de Neve".
Dos principais produtos que exporta, destacam-se as amêndoas, comercializadas em grande parte em países asiáticos, com o Japão e a China.

### Público juvenil
A marca Vieira tem apostado na comercialização de produtos dirigidos a um público mais novo de consumidores.
Entre as marcas que a Vieira de Castro tem vindo a comercializar e se inserem nesta área estão as bolachas:
- Maria Júnior
- Água e Sal Júnior
- Circus Mel
- Circus Cacau
- LOL Chocolate Branco
- LOL Chocolate de Leite

As bolachas "LOL" (palavra relacionada com a expressão Laugh out loud, em inglês), por exemplo, procuraram ir ao encontro dos jovens, que utilizam frequentemente esta expressão.

### Saúde e bem-estar
Visando expandir mais a variedade de produtos que comercializa, a Vieira comercializa agora também os seguintes produtos:
- Digestive Sem Açúcar
- Maria Sem Açúcar
- Água e Sal Integral

O fabrico de bolachas como por exemplo as de água e sal, com um valor bastante decrescido em elementos prejudicias à saúde, tem por objetivo corresponder às necessidades e preferências da grande maioria dos consumidores de hoje em dia em produtos mais saudáveis e que proporcionem uma dieta alimentar mais equilibrada.

## Mercados
A marca Vieira tem procurado alargar a sua participação nos mercados internacionais ao máximo. Em meados de 2010, anunciou que queria duplicar as vendas na China e chegar aos 50 milhões de bolachas vendidas nesse país.
As exportações constituem cerca de 30% do volume de negócios da empresa.
Com vista a puder comercializar-se com mais facilidade e apelar a cada vez mais consumidores, quer nacionais ou internacionais, a empresa renovou o seu logo e abreviou o nome da sua marca, para Vieira.
A empresa tem sido referenciada em jornais como nos media.
Raquel Vieira de Castro, administradora executiva da Vieira de Castro, afirmou, a Junho de 2010, que o segredo da empresa para contornar a crise económica é "a diversificação dos mercados". A empresa Vieira aposta em mercados como o da China, embora os seus produtos sejam mais dirigidos "aos consumidores com mais poder de compra".
Segunda informações da empresa a marca está presente no mercado chinês desde 2001. Em 2011 participou da Expo Xangai2010".

## Investimentos
Desde outubro de 2010 a Vieira de Castro está investindo 25 milhões de euros na construção de uma nova unidade fabril em Gavião. Este investimento, planeado para cerca de oito anos e constitúido por várias fases, permitirá à empresa empregar eventualmente 30 postos de trabalho.